# Monument à Jeanne d'Arc sur le pont d'Orléans

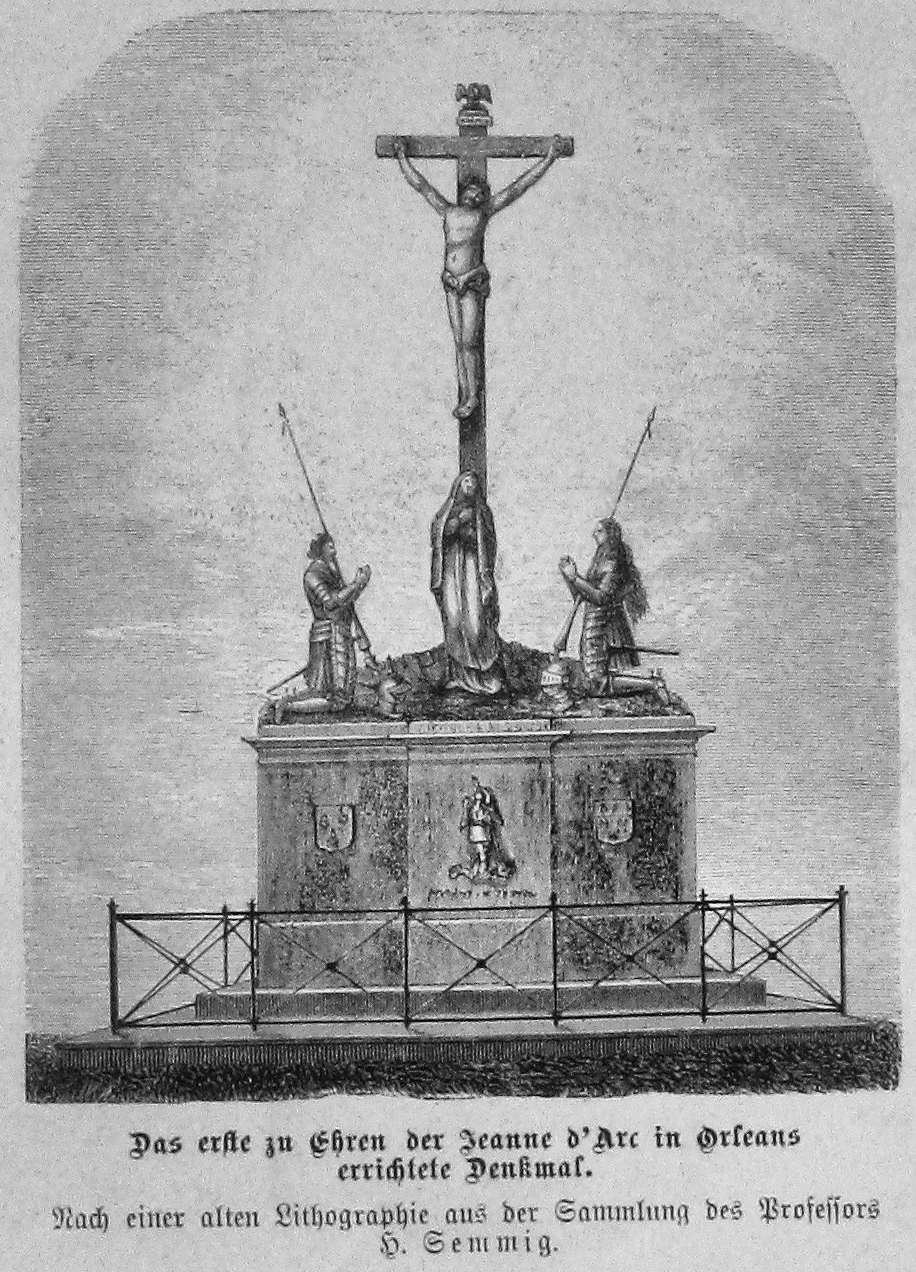
Le premier monument, avant 1562.

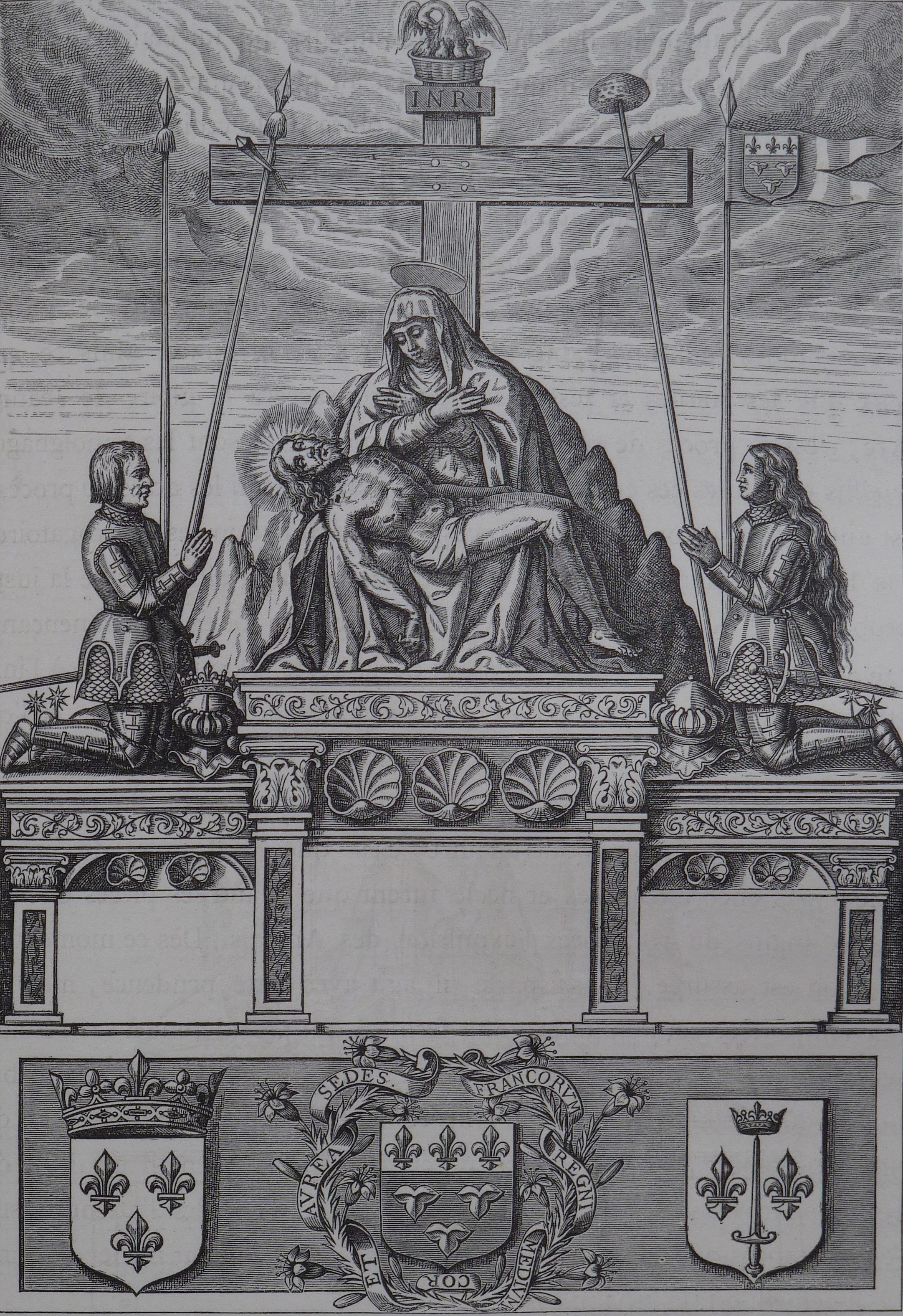
Le deuxième monument (1572-1792) en 1613, d'après une gravure de Léonard Gaultier.

Le Monument à Jeanne d'Arc sur le pont d'Orléans est un monument commémoratif élevé en l'honneur de Jeanne d'Arc à la fin du XVe siècle à Orléans, originellement sur le pont des Tourelles.
Le monument est plusieurs fois détruit, reconstruit et déplacé.

## Contexte historique
À la suite de la délivrance d'Orléans par Jeanne d'Arc en 1429, la reconnaissance de la ville s'exprime de plusieurs façons : création d'une réjouissance annuelle en l'honneur de Jeanne, les fêtes johanniques, don d'une maison en ville et création d'un monument commémoratif installé sur le pont des Tourelles. D'abord un modeste monument en bois comportant une croix est installé avant la construction en pierre et bronze du premier monument officiel. Il ne faut pas confondre ce monument avec La Belle Croix, une croix monumentale décorée de bas-reliefs qui se trouvait au centre du pont des Tourelles, ni avec une croix de pierre située près de l'entrée du pont, à l'endroit où Jeanne d'Arc a été blessée lors du siège de la ville. Le pont des Tourelles — qui fut ensuite appelé pont Jeanne-d'Arc — est détruit en 1760, il est remplacé par le pont Royal, aujourd'hui appelé pont George-V.

## Le premier monument
Ce monument est érigé en 1502 sur la deuxième pile du pont, du côté de la ville. Il est financé grâce aux fonds octroyés par les deux frères Aignan et Estienne de Saint-Mesmin, en exécution du vœu testamentaire de leur père, ce dernier ayant connu la Pucelle, ainsi que par les proviseurs de la ville. Il se compose d'une base maçonnée, d'un crucifix et de trois statues de bronze. Au centre la Vierge Marie debout, et, agenouillé et les mains jointes, à gauche le roi de France Charles VII et à droite Jeanne d'Arc. La Pucelle est représentée en armure, l'épée au côté, tête nue, avec une longue chevelure tombante. Elle tient devant elle sa bannière. C'est, en dehors des enluminures, la première représentation publique de Jeanne d'Arc. Vers 1580, un tableau, dit Jeanne d'Arc des échevins est installé à l'hôtel-de-ville d'Orléans et donne une vision très différente de l'héroïne.
En 1562, les huguenots d'Orléans s'en prennent au monument, s'insurgeant contre les représentations religieuses pour eux hérétiques, et le mettent bas, à l'exception de la statue du roi restée en place.

## Le deuxième monument
Sous le règne de Charles IX, en 1572, le monument est reconstruit, le corps de la Pucelle est refondu, les bras et les jambes sont ressoudées et diverses réparations ou changements sont effectués en différents endroits du monument. La plus visible différence avec la première composition est le remplacement de la statue de la Vierge par une piéta plus imposante. la statue de Jeanne d'Arc est restituée peut-être à l'identique, elle tient maintenant sa bannière et un javelot où est piquée une éponge. Au dessus du crucifix, désormais nu, un pélican nourrit ses petits dans son nid, allusion à la légende de l'oiseau qui nourrit ses petits de sa propre chair.
En 1643, l'allemand Elie Brackenhoffer, dans son Voyage en France décrit le pont sur la Loire où « se dresse une croix ; près d’elle, la mère du Christ avec son fils ; d’un côté Charles VII, roi de France, à genoux en prière au pied de la croix, de l’autre côté, l’image d’une femme nommée Jeanne d’Arc, originaire de Lorraine et âgée de dix-sept à dix-huit ans, portant une cuirasse, des bottes, des éperons et une épée, les cheveux flottants ; le tout est fondu en bronze ; c’est extrêmement beau, on peut bien l’appeler un chef-d’œuvre. ».

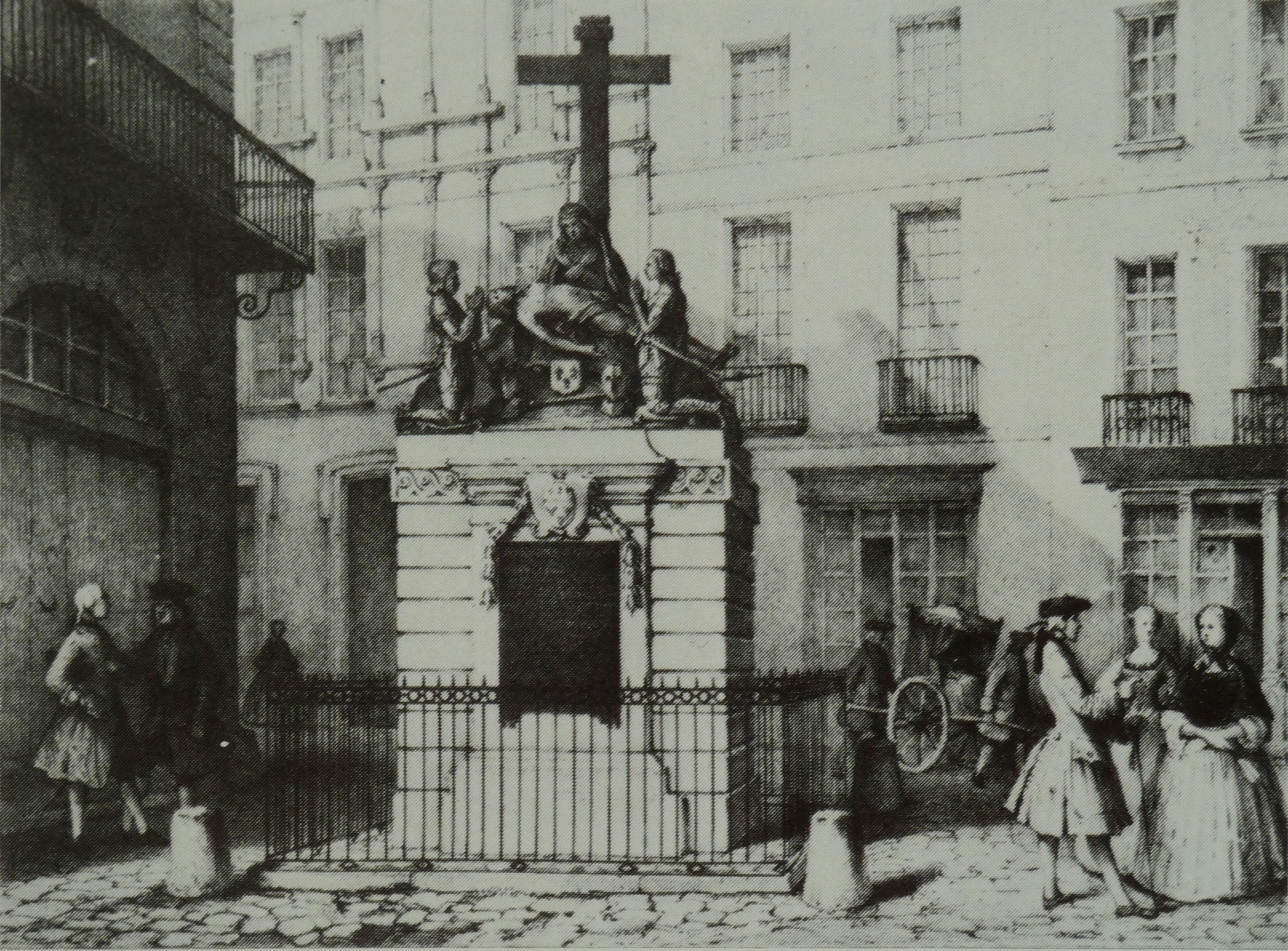
Le monument après son déplacement de 1771. Lithographie 1849. On remarque la raideur du Christ.

En 1739, un ouragan brise la croix qui surmonte le monument à Jeanne d'Arc. La débâcle de 1745 fissure une des arches gothiques du pont. Le monument est alors déplacé et remisé temporairement, puis en 1771 il est installé à l'angle de la rue Royale et de la rue de la Vieille-Poterie. Le pont des Tourelles menaçant ruine est finalement détruit en 1760.
Selon les recherches de Mgr Pierre-Marie Brun qui rédige un article en 1979 pour Les Dossiers de l'Archéologie, le Christ installé sur les genoux de sa mère est le réemploi de la statue précédemment fixée sur la croix, la tête et les bras ayant été ajustés à la nouvelle pose. Une lithographie de Charles Pensée, publiée en 1849, montre effectivement une allure très raide du fils de Marie qui l'accrédite, la gravure de Léonard Gaultier étant une présentation enjolivée. Le piédestal, entouré d'une grille, portait deux plaques de marbre noir aux inscriptions dédicatoires en lettres dorées, l'une en français, l'autre en latin.

## Les troisième et quatrième monuments
Durant la Révolution française, les symboles royaux sont détruits. En 1792, le monument est démantelé, le bronze des statues est jugé plus utile pour confectionner des canons « seuls monuments qui doivent exister chez une nation libre pour faire trembler les tyrans ». Cependant, quelques années plus tard, les orléanais réclament un nouveau monument. En 1804, il est décidé de l'ériger sur la place du Martroi, une statue en bronze d'une Jeanne d'Arc guerrière par Edme Gois, en armure, l'épée à la main, étreignant sa bannière. Mais cette statue ne fait pas l'unanimité et se dégrade. Elle est remplacée en 1855 par la statue équestre actuelle, le Monument à Jeanne d'Arc, réalisé par Denis Foyatier.

## Vestiges
Les statues du monument du XVIe siècle ont été irrémédiablement perdues et peu de gravures d'époque les représentent précisément. Cependant, en 1560, deux descendants de la famille d'Arc, Claude et Étienne Hordal ont fait installer dans la cathédrale de Toul une copie approximative de la Jeanne du pont des Tourelles, en pierre polychrome. Cette statue porte une fraise ajoutée, à la mode du temps. Cette statue a disparu lors de la Révolution, une copie réalisée en 1890 la remplace dans la cathédrale. Une autre statue en pierre, très comparable, en armure, avec une fraise, est installée dans une niche sur la façade de la Maison natale de Jeanne d'Arc, très abîmée, elle pourrait être le vestige de la statue de Toul, mais son origine reste obscure,. Ces statues seraient peut-être les plus proches de réels portrait de la sainte, mais leur modèle aurait pu être aussi Jeanne des Armoises, présente et populaire à Orléans à la fin du XVe siècle.

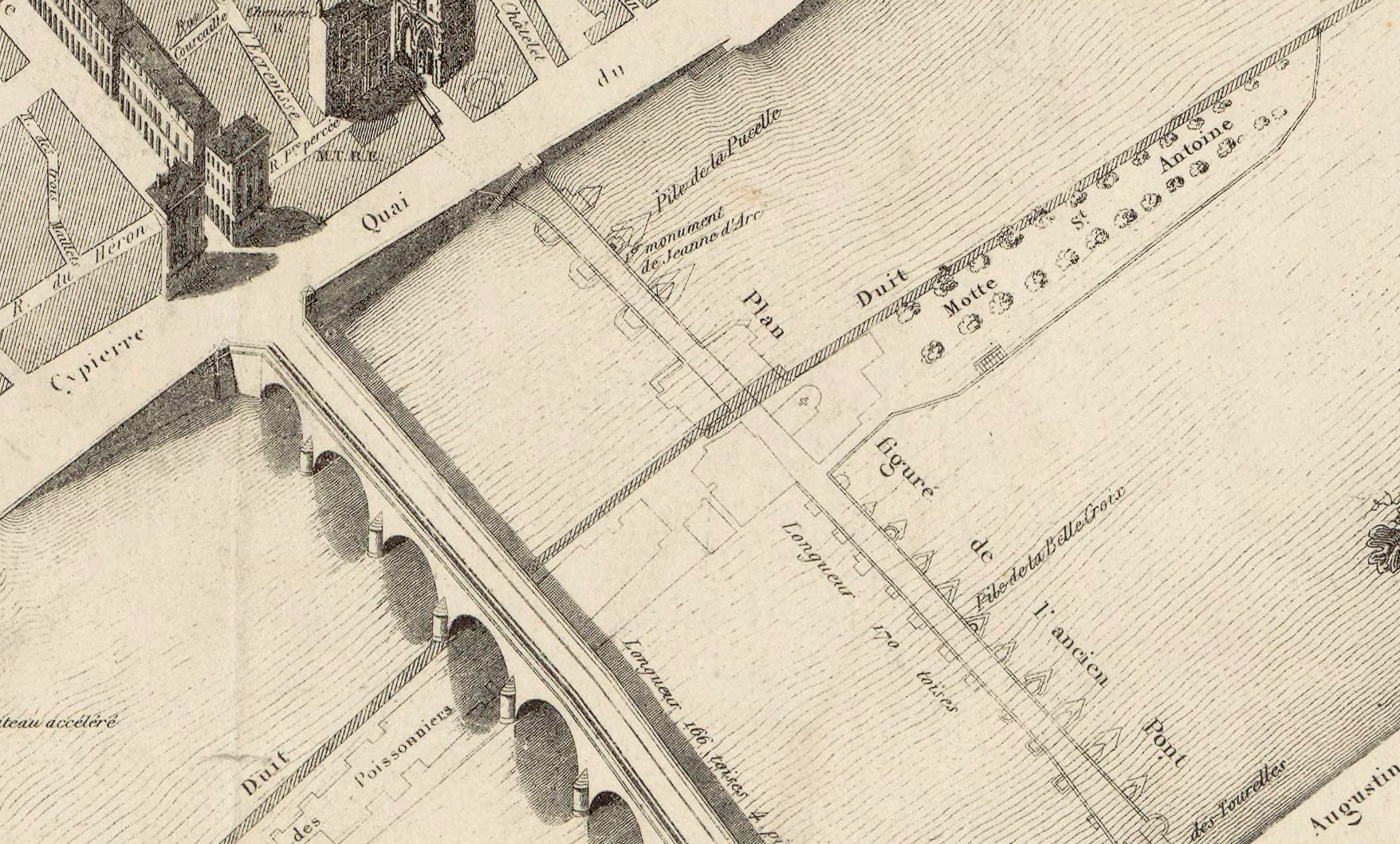
Plan publié en 1836 (détail). À côté du pont Royal, la trace du pont des Tourelles détruit. Sur la deuxième pile (pile de la Pucelle), mention du monument, vers le milieu, pile de la Belle Croix.
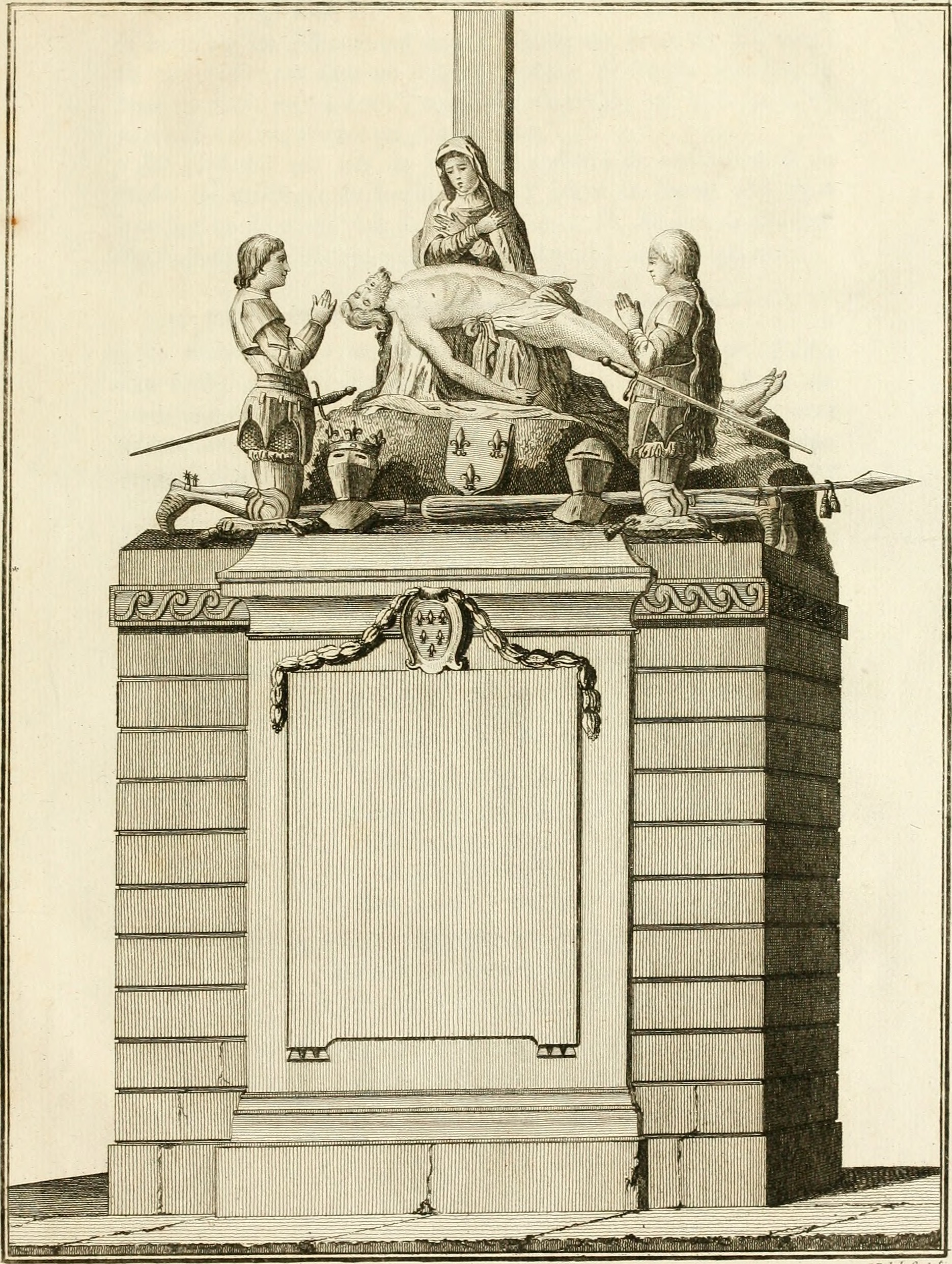
Le monument reconstruit sur une gravure publiée en 1790.
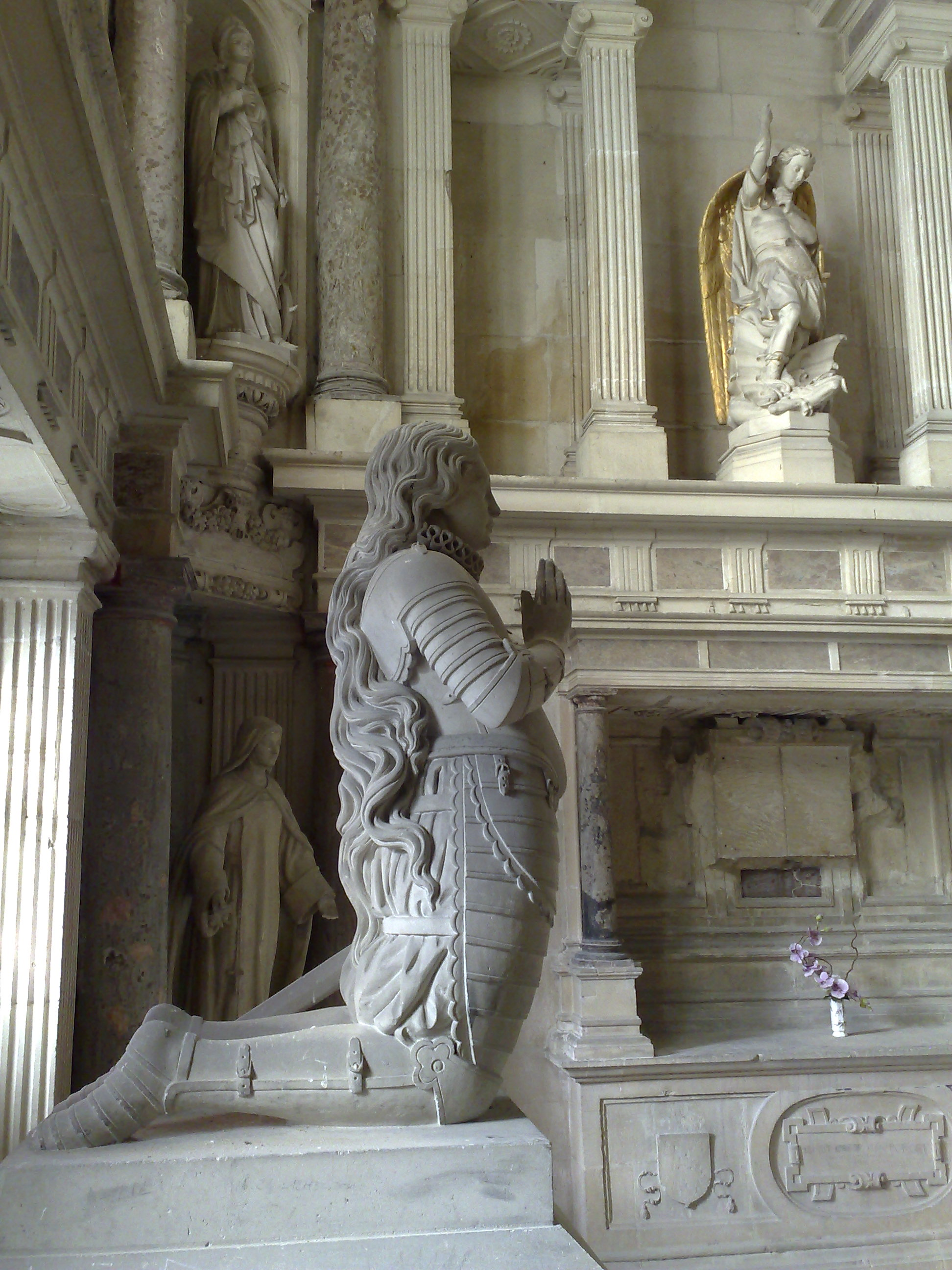
La statue de 1890 dans la cathédrale de Toul (Meurthe-et-Moselle).
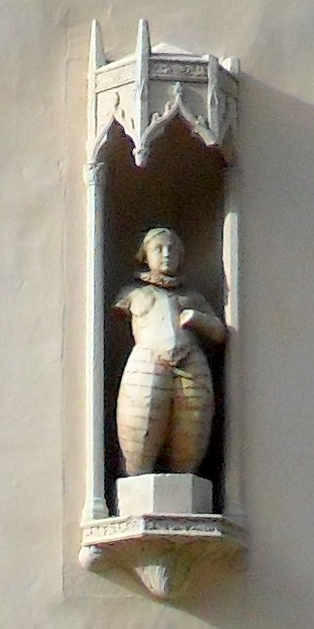
La statue de la Maison natale de Jeanne d'Arc à Domrémy-la-Pucelle (Vosges).
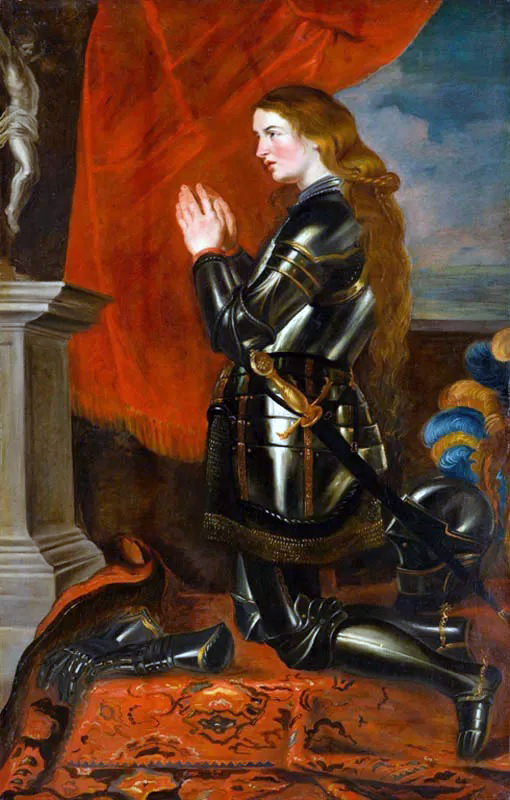
Atelier de Rubens, 1620, on note la chevelure rousse.